# Герб Ишимбая
Герб Ишимбая — один из официальных символов города Ишимбая наряду с флагом.
Современный герб города Ишимбая утверждён решением Совета городского поселения город Ишимбай Республики Башкортостан от 14 июля 2006 года № 10/86, внесён в Государственный геральдический регистр Российской Федерации с присвоением регистрационного номера 3239 и в Государственный регистр символики в Республике Башкортостан с присвоением регистрационного номера 048. Некоторые элементы нового герба практически совпадают с упразднённым. Его авторы — Рафаэль Рашитович Кадыров и Чингиз Асхатович Яруллин.

## Описание и обоснование символики
Геральдическое описание (блазон) гласит: 
В зелёном поле серебряное узкое опрокинутое стропило (тамга башкирского рода Юрматы), левая сторона которого шире и продлена до подошвы щита, заполненного лазурью, в которой червлёная с седловиной на вершине гора, окаймлённая вверху серебром, обременённая золотым отвлечённым фонтаном о двух струях и сопровождённая в лазури золотым соцветием курая 
Возникновение и развитие города Ишимбая связано с открытием нефтяных месторождений. Скважина № 702, первая давшая фонтан нефти в 1932 году и расположенная на территории города, отображена символическим изображением фонтана золотого цвета. Ишимбай является административным центром Ишимбайского района, связь с природой которого отображена двумя элементами — зелёным полем и символическим изображением горы Тратау (серебряная полоса с седловиной). Серебряное опрокинутое стропило — стилизованная родовая тамга башкирского племени Юрматы и одновременно правая полоса символизирует реку Белую, которая в два раза шире левой полосы, обозначающей реку Тайрук. Золотой цвет символизирует справедливость, богатство и самостоятельность, зелёный — изобилие, радость и свободу. Лазоревый изображает красоту и величие, красный — победу и любовь. Золотой курай над горой Тратау символизирует проведение курултаев башкирских племён на этой горе.

## История
Первый герб города Ишимбая был утверждён в 1999 году решением президиума Ишимбайского городского Совета среди 80 работ, которые предложили более сорока человек. Автор герба — Л. Б. Бахтеева.